# Wesendonck-Lieder

Ausgabe bei C. F. Peters

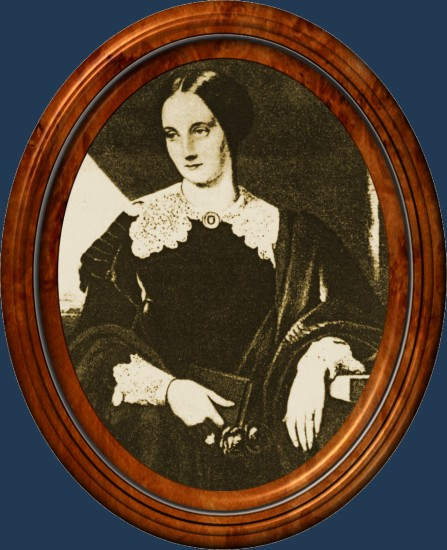
Mathilde Wesendonck, 1860, nach einem Porträt von C. Dorner

Die Wesendonck-Lieder sind ein Liederzyklus von Richard Wagner nach Gedichten von Mathilde Wesendonck. Die Fünf Gedichte für Frauenstimme und Klavier entstanden in den Jahren 1857 und 1858 und wurden vom Musikverlag C. F. Peters mit einem Schreibfehler im Nachnamen veröffentlicht („Wesendonk“, siehe Titelblatt).

## Entstehung
Nach Meinung Richard Wagners hat ein jeder Künstler Anrecht auf eine Muse. Eine solche fand er ab 1852 in seinem Schweizer Exil in Zürich in Mathilde Wesendonck, deren Mann Otto Wesendonck, ein wohlhabender Seidenhändler, ihn finanziell und ideell unterstützte.
Dem Verhältnis der beiden stand allerdings auf der einen Seite Mathildes Ehemann und auf der anderen Seite Wagners damalige Ehefrau, Minna, im Wege, so dass eine wirkliche Liebesbeziehung sich nicht entwickeln konnte. Das Verhältnis bestand bis zum plötzlichen Ende, als Minna einen Brief Wagners an Mathilde abfing und einen Bruch provozierte, vor allem in unerfüllter Sehnsucht zueinander.
Diese Situation spiegelt sich wider in Wagners Oper Tristan und Isolde. Etwa in dieser Zeit vertonte er die fünf Gedichte Mathildes. Zwei Lieder aus diesem Zyklus bezeichnete Wagner ausdrücklich als Studien zu Tristan und Isolde („Im Treibhaus“ und „Träume“). Das dritte Lied, „Im Treibhaus“, beginnt mit einer Vorversion des Vorspiels zum dritten Akt des Tristan; die spätere Verwendung in der Oper hat eine rhythmisch ausgedehntere Version. Die Anordnung der Lieder ist nicht eindeutig festgelegt und wurde von Wagner mehrfach geändert.
Wagner hat die Wesendonck-Lieder für eine Frauenstimme und Klavier komponiert. Das Lied „Träume“ instrumentierte er selbst im Dezember 1857 für Solovioline und kleines Orchester. Felix Mottl schuf die Instrumentation des Zyklus für großes Orchester, wobei er für „Träume“ die erwähnte Bearbeitung Wagners übernahm. Versionen für Gesangsstimme und Kammerorchester erstellten 1972 Vieri Tosatti, 1976 Hans Werner Henze, 2005 Andreas N. Tarkmann und Ronald Kornfeil (Uraufführung 2007), der Cellist Rudolf Leopold eine Fassung für Sopran und Streichsextett. 2014 arrangierte Aurélien Bello die Lieder für die Besetzung der Siegfried-Idyll (mit Harfe ad lib.)
Die gebräuchlichste Abfolge der Lieder lautet:
1. Der Engel
2. Stehe still!
3. Im Treibhaus (Studie zu Tristan und Isolde)
4. Schmerzen
5. Träume (Studie zu Tristan und Isolde)

## Ausgaben (Auswahl)
- Gedichte von Mathilde Wesendonk. In Musik gesetzt von Richard Wagner (für Gesang und Klavier). Mit einem Nachwort von Joachim Kaiser. Insel Verlag, Frankfurt 1961. (Insel-Bücherei 107/B)
- Fünf Gedichte für eine Frauenstimme (Wesendonk-Lieder). Deutscher Verlag für Musik, Leipzig 1962 (Faksimile-Ausgabe).
- Fünf Lieder nach Gedichten von Mathilde Wesendonk für eine Frauenstimme und Klavier. Ausgabe für Sopran. Edition Peters, Leipzig 1982.
- Fünf Lieder für Singstimme und Orgel, bearb. von Hans Peter Eisenmann. Edition Walhall, Magdeburg 1994.

## Einspielungen (Auswahl)
- Frida Leider, London Symphony Orchestra, John Barbirolli (1931)
- Tiana Lemnitz, Klavier: Michael Raucheisen (1936/37)
- Eileen Farrell, Leopold Stokowski Symphony Orchestra, Leopold Stokowski (1947)
- Kirsten Flagstad, Klavier: Bruno Walter (Live vom 23. März 1952, New York)
- Astrid Varnay, Symphonieorchester des Bayerischen Rundfunks, Leopold Ludwig (1955)
- Christa Ludwig, Philharmonia Orchestra, Otto Klemperer (1962)
- Hanne-Lore Kuhse, Gewandhausorchester, Václav Neumann (1965)
- Birgit Nilsson, London Symphony Orchestra, Colin Davis (1971)
- Jessye Norman, London Symphony Orchestra, Colin Davis (1975)
- Yvonne Minton, London Symphony Orchestra, Pierre Boulez (1979)
- Agnes Baltsa, London Symphony Orchestra, Jeffrey Tate (1985)
- Marjana Lipovsek (Originalfassung), Klavier: Wolfgang Sawallisch (Liveaufnahme im Sängersaal von Schloss Neuschwanstein, 1991)
- Marjana Lipovsek (Instrumentierung Hans Werner Henze), Philadelphia Orchestra, Wolfgang Sawallisch (1996)
- Dagmar Pecková, Pražská komorní filharmonie, Jiří Bělohlávek (1999)
- Nina Stemme, Wiener Philharmoniker, Mariss Jansons (Salzburger Festspiele 2012)
- Günther Groissböck, Klavier: Gerold Huber (2018)